# Liste der Landammänner von Glarus
Diese Liste der Landammänner von Glarus ist vollständig ab 1986. Der Landammann präsidiert den Regierungsrat des Kantons Glarus und leitet die Landsgemeinde. Die Landsgemeinde wählt einen Regierungsrat für eine Amtszeit von 2 Jahren. Turnusgemäss wird der Stellvertreter, der Landesstatthalter, gewählt. Der Landammann ist nicht für zwei ganze Amtszeiten nacheinander wählbar.
Bis 2006 war die Amtszeit 4 Jahre. Eine Amtszeitbeschränkung wurde 1919 während der Amtszeit von Eduard Blumer für die Zukunft eingeführt.
Die Aufzählung der Amtsinhaber bei Kubli (1930) beginnt 1242.
| Amtszeit  | Name               | EN                     |
| --------- | ------------------ | ---------------------- |
| 2024–2026 | Kaspar Becker      |                        |
| 2022–2024 | Benjamin Mühlemann |                        |
| 2020–2022 | Marianne Lienhard  | [ 4 ]                  |
| 2018–2020 | Andrea Bettiga     | [ 5 ]                  |
| 2016–2018 | Rolf Widmer        |                        |
| 2014–2016 | Robert Marti       | [ 6 ]                  |
| 2012–2016 | Andrea Bettiga     | [ 7 ]                  |
| 2010–2012 | Robert Marti       |                        |
| 2008–2010 | Marianne Dürst     |                        |
| 2006–2008 | Robert Marti       | [ 9 ]                  |
| 2002–2006 | Jakob Kamm         |                        |
| 1998–2002 | Rudolf Gisler      |                        |
| 1994–1998 | Christoph Stüssi   |                        |
| 1990–1994 | Jules Landolt      |                        |
| 1986–1990 | Fritz Weber-Worni  | [ Rohr 1 ]             |
| …         |                    |                        |
| 1887–1925 | Eduard Blumer      | [ Kubli 3 ] [ Rohr 2 ] |
| …         |                    |                        |